# Sixten Jernberg
Edy Sixten Jernberg (Malung-Sälen, 6 febbraio 1929 – Mora, 14 luglio 2012) è stato un fondista svedese.
Considerato il più grande fondista della sua epoca e vincitore di quattro ori, tre argenti e due bronzi olimpici, ha a lungo detenuto il primato del maggior numero di medaglie nello sci di fondo ai Giochi olimpici.
Era zio del saltatore con l'asta Ingemar, a sua volta atleta di alto livello.

## Carriera
Nato a Lima (Malung-Sälen) e specialista delle lunghe distanze, lavorò come fabbro e taglialegna. Gareggiò dal 1952 al 1954 vincendo 134 gare su 363 disputate; nel suo periodo di maggior successo, dal 1955 al 1960, disputò 161 gare, vincendone 86. Si aggiudicò per due volte la Vasaloppet, nel 1955 e nel 1960.
In carriera prese parte a tre edizioni dei Giochi olimpici invernali, Cortina d'Ampezzo 1956 (2° nella 15 km, 2° nella 30 km, 1° nella 50 km, 3° nella staffetta), Squaw Valley 1960 (2° nella 15 km, 1° nella 30 km, 5° nella 50 km, 4° nella staffetta) e Innsbruck 1964 (3° nella 15 km, 5° nella 30 km, 1° nella 50 km, 1° nella staffetta), e a tre dei Campionati mondiali, vincendo sei medaglie.
Morì nel 2012 all'età di 83 anni.

## Palmarès

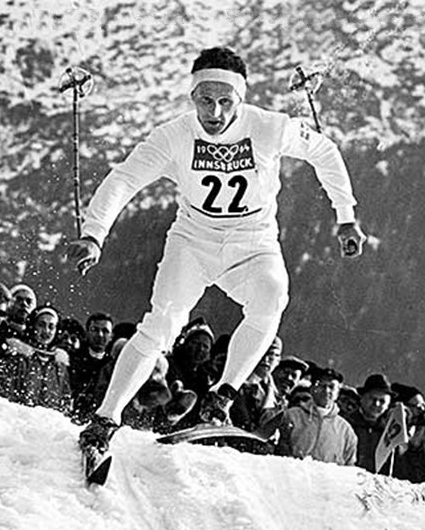
Sixten Jernberg in gara ai IX Giochi olimpici invernali di

### Olimpiadi
- 9 medaglie, valide anche ai fini iridati:
  - 4 ori (50 km a Cortina d'Ampezzo 1956; 30 km a Squaw Valley 1960; 50 km, staffetta a Innsbruck 1964)
  - 3 argenti (15 km, 30 km a Cortina d'Ampezzo 1956; 15 km a Squaw Valley 1960)
  - 2 bronzi (staffetta a Cortina d'Ampezzo 1956; 15 km a Innsbruck 1964)

### Mondiali
- 6 medaglie, oltre a quelle conquistate in sede olimpica e valide anche ai fini iridati:
  - 4 ori (50 km, staffetta a Lahti 1958; 50 km, staffetta a Zakopane 1962)
  - 2 bronzi (staffetta a Falun 1954; 30 km a Lahti 1958)

## Riconoscimenti
Nel 1960 venne insignito della Medaglia Holmenkollen e nel 1965 il Comitato Olimpico Internazionale gli conferì il Trofeo Mohammed Taher.